# 포노토그래프

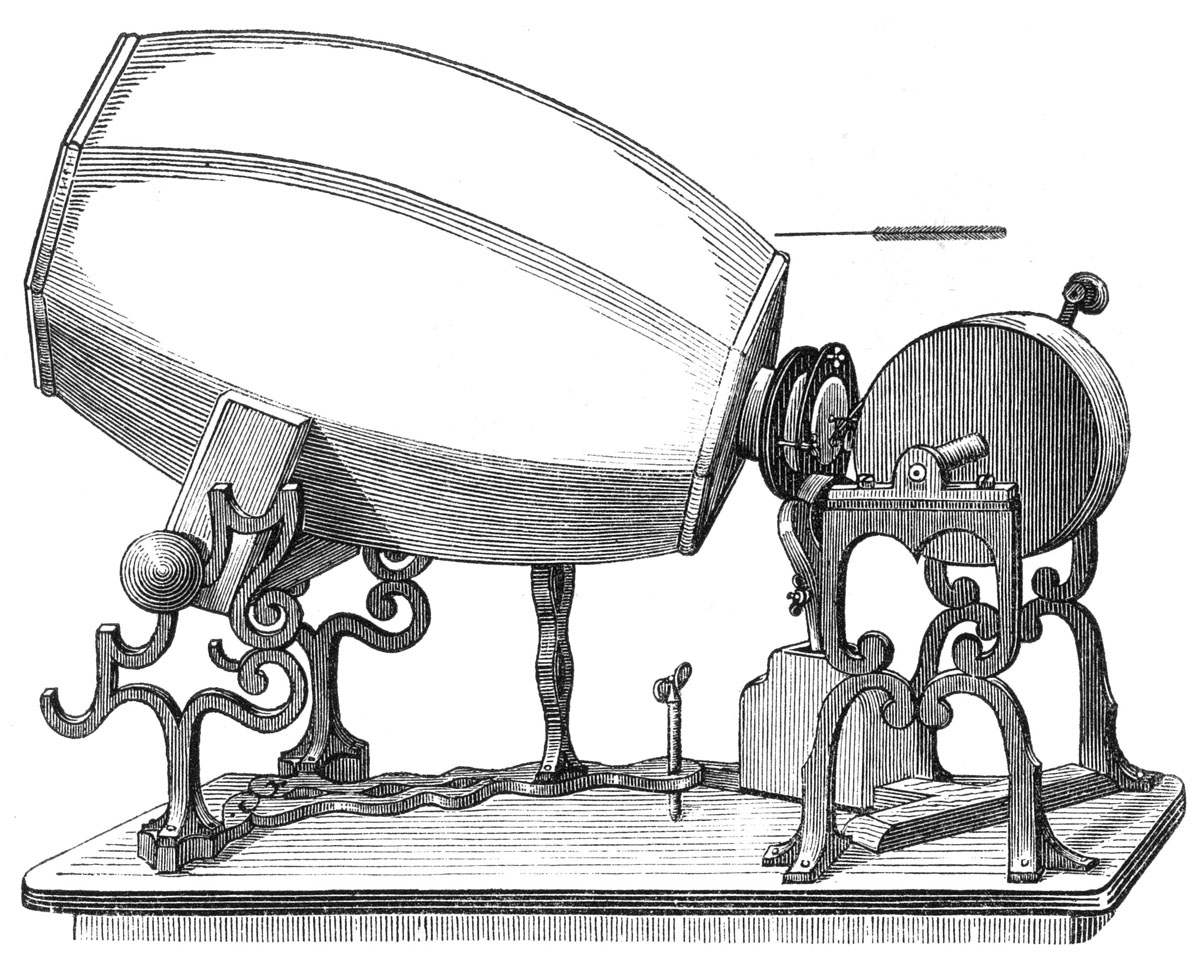
초기의 포노토그래프 (1859년). 통은 소석고로 제작되었다.

포노토그래프(Phonautograph)는 파리에서 인쇄업과 교열 일을 하던 에두아르레옹 스코트 드 마르탱빌이 발명한 초창기의 녹음 장치다. 스코트는 1857년 3월 프랑스 특허청에 번호 17,897/31,470으로 포노토그래프의 특허를 신청했다.
이 장치는 저장한 소리를 재생하기 보다는 파동을 시각적으로 보이도록 하는 데 주안점을 두었다. 스코트는 이를 위해 인간의 귀를 탐구했고, 귀에서처럼 원뿔체의 도움으로 소리를 한데 모으고 이때 발생하는 진동이 얇은 동물 가죽으로 된 진동판에 전달되게 했다. 그리고 실린더를 손으로 돌리면서 원뿔체의 반대편에 고정된 빳빳한 맷돼지 털로 실린더 표면에 감겨 있는, 그을음으로 검어진 종이 위에 그 진동이 기록되게 했다. 나중에 스코트는 실린더를 종이 한 장으로 대체했고, 그리하여 음의 진동은 음향 패턴의 형태로 볼 수 있게 되었다. 세상을 떠나기 직전 그는 자신의 덕을 본 에디슨과 그의 동료들에 맞서 자신의 연구 성과를 인정받고 싶어 했다.
그로부터 1세기가 지난 2007년, 역사학자들은 프랑스 특허청에서 스코트가 자신의 기계로 직접 녹음한 2개의 녹음 원본을 발견했다. 하지만 여기에는 결함이 많았기 때문에 이것만 가지고는 별다른 성과를 얻을 수 없었다. 1년 뒤에 드디어 파리 과학아카데미에서 여러 개의 녹음 샘플을 만들어냈다. 그리고 캘리포니아의 로런스 버클리 국립연구소 팀은 이를 재생하는 데 성공했고, 이 녹음 원본은 미국의회도서관의 녹음 목록에까지 등재되었다. 이들은 스코트의 종이를 스캔한 뒤에 컴퓨터에서 디지털로 고해상도 음파로 변환하여 재생해냈다. 1860년 4월 9일에 녹음된 프랑스 동요 〈달빛에〉가 10초간 흘러나왔다.

## 참고 문헌
- 헤르베르트, 하프너 (2016). 《His Master's Voice: Die Geschichte der Schallplatte》 [음반의 역사 : 실린더 레코드부터 디지털 음원까지]. 경당. ISBN 978-89-86377-52-1.